# Галунько Віра Миколаївна
Галунько  Віра Миколаївна (1967 р.н., с. Вереси Житомирського району Житомирської області.) — українська науковиця, доктор юридичних наук, професор, професор кафедри загальноправових дисциплін Херсонського факультету Одеського державного університету внутрішніх справ.

## Життєпис
Народилася у 1967 році в с. Вереси Житомирського району Житомирської області.

### Здобуття вищої освіти
У 1997 році закінчила Національну академію внутрішніх справ України м. Київ за спеціальністю «Правознавство» та здобула кваліфікацію юриста.

## Практична робота
З 1986 до 2012 рр. — в ОВС на посадах слідчого та керівних посадах.

## Науково-педагогічна робота
З 2004 року — викладач кафедри кримінального права Херсонського факультету Харківського університету внутрішніх справ.
З вересня 2014 року до жовтня 2018 року — доцент та професор кафедри історії та теорії права і держави Херсонського державного університету.
З 2018 року — професор кафедри професійних та спеціальних дисциплін Херсонського факультету Одеського державного університету внутрішніх справ.
У 2011 році захистила дисертацію на здобуття наукового ступеня кандидата юридичних наук за спеціальністю 12.00.07 «Адміністративне право і процес, фінансове право, інформаційне право». Тема дисертації: «Адміністративна відповідальність іноземців та осіб без громадянства в Україні».
У 2015 році присвоєно вчене звання доцента.
У 2017 році захистила дисертацію на здобуття наукового ступеня доктора юридичних наук за спеціальністю 12.00.07 «Адміністративне право і процес, фінансове право, інформаційне право». Тема дисертації: «Адміністративно-прав
ове забезпечення слідчої діяльності в Україні».
У 2020 році присвоєно вчене звання професора.
Є автором близько 120 наукових праць.

### Основні напрями наукового пошуку
Адміністративне право, кримінальне право, криміналістика

### Свідоцтва про реєстрацію авторського права
- свідоцтво про реєстрацію авторського права № 106887, навчальний посібник «Порядок та особливості складання адміністративних матеріалів: посібник поліцейського»;
- свідоцтво про реєстрацію авторського права № 107143, навчально-методичний посібник «Правознавство»;
- свідоцтво про реєстрацію авторського права № 107146, монографія «Оптимізація і ефективність адміністративно-правового забезпечення слідчої діяльності в Україні: теорія і практика»;
- свідоцтво про реєстрацію авторського права № 107147, монографія «Основи застосування адміністративної відповідальності до іноземців та осіб без громадянства в Україні»;
- свідоцтво про реєстрацію авторського права № 119289, літературно-письмовий твір навчального характеру International «Experience in Assessing the of Law Enforcement Agencies in Crime Prevention»;
- свідоцтво про реєстрацію авторського права № 119290, літературно-письмовий твір навчального характеру «legal regulation of higher legal education: Foreign experience and prospeects in Ukrain»;
- свідоцтво про реєстрацію авторського права № 119137, Методичні матеріали до семінарських та практичних занять навчальної дисципліни «Кримінальний процес» вибірковий компонент першого (бакалаврського) рівня вищої освіти спеціальність 081 Право спеціалізація (поліцейські)
- свідоцтво про реєстрацію авторського права № 1191136, Навчально-методичні рекомендації для самостійної роботи здобувачів вищої освіти денної форми навчання з навчальної дисципліни «Судова медицина та психіатрія»

Член редколегій наукових видань, включених до переліку фахових видань України: — науковий журнал «Юридичний Бюлетень» ISSN2414-4207; — науковий журнал «Південноукраїнський правничий часопис» ISSN2312-928X.

## Нагороди та відзнаки
- Відзнака Президента України «Орден княгині Ольги» III ступеня Указ Президента № 417/2012 від 27 червня 2012.
- 12 відомчих нагород.
- Грамота МВС України  від 12.05.2020 р.